# Пирван (Болгарія)
Пирва́н (болг. Първан) — село в Тирговиштській області Болгарії. Входить до складу общини Омуртаг.

## Населення
За даними перепису населення 2011 року у селі проживали 223 особи, з них 160 осіб (99,4%) — турки.
Розподіл населення за віком у 2011 році:
Динаміка населення: